# Patrizia Kummer
Patrizia Kummer (ur. 16 października 1987 w Mühlebach) – szwajcarska snowboardzistka, mistrzyni olimpijska, trzykrotna medalistka mistrzostw świata oraz trzykrotna triumfatorka Pucharu Świata.

## Kariera
Po raz pierwszy na arenie międzynarodowej pojawiła się 28 marca 2002 roku w Chamonix, gdzie w zawodach FIS Race zajęła 17. miejsce w gigancie równoległym. W marcu 2003 roku wystartowała na mistrzostwach świata juniorów w Prato Nevoso, zajmując 35. miejsce w tej samej konkurencji. Jeszcze trzykrotnie startowała na imprezach tego cyklu, najlepszy wynik osiągając podczas mistrzostw świata juniorów w Zermatt w 2005 roku, gdzie była szósta w gigancie.
W zawodach Pucharu Świata zadebiutowała 14 marca 2003 roku w Arosie, zajmując 44. miejsce w gigancie równoległym. Pierwsze pucharowe punkty wywalczyła 24 października 2004 roku w Landgraaf, zajmując 18. miejsce w slalomie równoległym. Pierwszy raz na podium zawodów tego cyklu stanęła 11 grudnia 2010 roku w Limone Piemonte, zwyciężając w slalomie równoległym. W zawodach tych wyprzedziła swą rodaczkę, Fränzi Mägert-Kohli i Rosjankę Jekatierinę Iluchiną. Najlepsze wyniki w Pucharze Świata osiągnęła w sezonie 2013/2014, kiedy to zdobyła Kryształową Kulę za klasyfikację generalną PAR, a w klasyfikacjach (PGS) i (PSL) wywalczyła Małą Kryształową Kulę. W klasyfikacji PAR zwyciężała także w sezonach 2011/2012, 2012/2013, a w sezonach 2015/2016 i 2016/2017 była trzecia.
W 2009 roku wywalczyła brązowy medal w gigancie równoległym podczas mistrzostw świata w Gangwon, przegrywając tylko z Austriaczkami Marion Kreiner i Doris Günther. Kolejny medal zdobyła na mistrzostwach świata w Stoneham w 2013 roku, zajmując drugie miejsce w slalomie równoległym, ulegając tylko Jekatierinie Tudiegieszewej z Rosji. Srebrny medal wywalczyła również na mistrzostwach świata w Sierra Nevada w 2017 roku, gdzie w gigancie równoległym przegrała tylko z Czeszką Ester Ledecką. Brała też udział w igrzyskach olimpijskich w Soczi w 2014 roku, gdzie zdobyła złoty medal w gigancie równoległym.

## Osiągnięcia

### Igrzyska olimpijskie
| Miejsce | Dzień     | Rok  | Miejscowość | Konkurencja       | Zwycięzca       |
| ------- | --------- | ---- | ----------- | ----------------- | --------------- |
| 1.      | 19 lutego | 2014 | Soczi       | Gigant Równoległy | -               |
| 9.      | 22 lutego | 2014 | Soczi       | Slalom Równoległy | Julia Dujmovits |

### Mistrzostwa świata
| Miejsce | Dzień       | Rok  | Miejscowość   | Konkurencja       | Zwycięzca                 |
| ------- | ----------- | ---- | ------------- | ----------------- | ------------------------- |
| 13.     | 16 stycznia | 2007 | Arosa         | Gigant równoległy | Jekatierina Tudiegieszewa |
| 17.     | 17 stycznia | 2007 | Arosa         | Slalom równoległy | Heidi Neururer            |
| 3.      | 20 stycznia | 2009 | Gangwon       | Gigant równoległy | Marion Kreiner            |
| 24.     | 21 stycznia | 2009 | Gangwon       | Slalom równoległy | Fränzi Mägert-Kohli       |
| 12.     | 19 stycznia | 2011 | La Molina     | Gigant równoległy | Alona Zawarzina           |
| 8.      | 21 stycznia | 2011 | La Molina     | Slalom równoległy | Hilde-Katrine Engeli      |
| 8.      | 25 stycznia | 2013 | Stoneham      | Gigant równoległy | Isabella Laböck           |
| 2.      | 27 stycznia | 2013 | Stoneham      | Slalom równoległy | Jekatierina Tudiegieszewa |
| 9.      | 22 stycznia | 2015 | Kreischberg   | Slalom równoległy | Ester Ledecká             |
| 7.      | 23 stycznia | 2015 | Kreischberg   | Gigant równoległy | Claudia Riegler           |
| 7.      | 15 marca    | 2017 | Sierra Nevada | Slalom równoległy | Daniela Ulbing            |
| 2.      | 16 marca    | 2017 | Sierra Nevada | Gigant równoległy | Ester Ledecká             |
| 9.      | 4 lutego    | 2019 | Park City     | Gigant równoległy | Selina Jörg               |
| 6.      | 5 lutego    | 2019 | Park City     | Slalom równoległy | Julie Zogg                |
| 28.     | 1 marca     | 2021 | Rogla         | Gigant równoległy | Selina Jörg               |
| 14.     | 2 marca     | 2021 | Rogla         | Slalom równoległy | Sofija Nadyrszyna         |

### Puchar Świata

#### Miejsca w klasyfikacji generalnej PAR
- sezon 2004/2005: 56.
- sezon 2005/2006: 39.
- sezon 2006/2007: 12.
- sezon 2007/2008: 39.
- sezon 2008/2009: 20.
- sezon 2009/2010: 23.
- sezon 2010/2011: 13.
- sezon 2011/2012: 1.
- sezon 2012/2013: 1.
- sezon 2013/2014: 1.
- sezon 2014/2015: 8.
- sezon 2015/2016: 3.
- sezon 2016/2017: 3.
- sezon 2017/2018: 18.
- sezon 2018/2019: 9.
- sezon 2019/2020: 15.
- sezon 2020/2021: 12.

#### Zwycięstwa w zawodach
1. Limone Piemonte – 11 grudnia 2010 (slalom równoległy)
2. Carezza – 22 grudnia 2011 (slalom równoległy)
3. Jauerling – 13 stycznia 2012 (slalom równoległy)
4. Bad Gastein – 15 stycznia 2012 (slalom równoległy)
5. Moskwa – 3 marca 2012 (slalom równoległy)
6. La Molina – 10 marca 2012 (gigant równoległy)
7. Bad Gastein – 12 stycznia 2013 (slalom równoległy)
8. Carezza – 13 grudnia 2013 (gigant równoległy)
9. Bad Gastein – 10 stycznia 2014 (slalom równoległy)
10. Bad Gastein – 12 stycznia 2014 (slalom równoległy)
11. Sudelfeld – 1 lutego 2014 (gigant równoległy)
12. Cortina d’Ampezzo – 19 grudnia 2015 (slalom równoległy)
13. Moskwa – 30 stycznia 2016 (slalom równoległy)
14. Bansko – 3 lutego 2017 (gigant równoległy)
15. Winterberg – 23 marca 2019 (slalom równoległy)

#### Pozostałe miejsca na podium w zawodach
1. Valmalenco – 17 marca 2012 (gigant równoległy) – 2. miejsce
2. Arosa – 10 marca 2013 (gigant równoległy) – 2. miejsce
3. La Molina – 16 marca 2013 (gigant równoległy) – 3. miejsce
4. Bad Gastein – 9 stycznia 2015 (slalom równoległy) – 2. miejsce
5. Moskwa – 7 marca 2015 (slalom równoległy) – 3. miejsce
6. Bansko – 5 lutego 2017 (gigant równoległy) – 2. miejsce
7. Pjongczang – 12 lutego 2017 (gigant równoległy) – 2. miejsce

- W sumie (15 zwycięstw, 5 drugie i 2 trzecie miejsca).